# Sigmeurypon fascispiculiferum
Sigmeurypon fascispiculiferum är en svampdjursart som först beskrevs av Carter 1880.  Sigmeurypon fascispiculiferum ingår i släktet Sigmeurypon och familjen Microcionidae. Inga underarter finns listade i Catalogue of Life.